# Ticorea diandra
Ticorea diandra är en vinruteväxtart som beskrevs av J.A. Kallunki. Ticorea diandra ingår i släktet Ticorea och familjen vinruteväxter. Inga underarter finns listade i Catalogue of Life.